# Вараз Трдат II
Вараз Трдат II (*д/н —812 або 821) — князь Північної Албанії у 800—812 (або до 821) роках.

## Життєпис
Походив з династії Міхранідів. Син Степаноса I, князя Північної Албанії. Після смерті батька у 800 році стає новим князем Гардмана та північної частини Кавказької Албанії. Продовжив спиратися на союз з Хозарським каганатом, що контролював дербентську область. В союзі з хозарами та вірменськими князями протистояв арабському загарбленню.
У 812 або 821 році (можливо тут трапилася помилка у переписувачів старовинних хроніків) Вараз Трдат II загинув внаслідок змови. В результаті Гадман приєднано до вірменського Шекінського князівства.

## Родина
- Спарама, дружина Сахла Смбатяна, князя Шекі